# Греблянский
Греблянский — хутор в Тимашёвском районе Краснодарского края России.
Входит в состав Новоленинского сельского поселения.

## Население
| 2002 | 2010 |
| ---- | ---- |
| 176  | ↗205 |

## Улицы
- ул. Первомайская[5].